# Tyrannochthonius helenae
Tyrannochthonius helenae är en spindeldjursart som först beskrevs av Beier 1977.  Tyrannochthonius helenae ingår i släktet Tyrannochthonius och familjen käkklokrypare. Inga underarter finns listade i Catalogue of Life.